# Сесия (информатика)
Установяване на сесия е основното изискване за изпълнение на комуникация с установяване на връзка. Сесията също така е и основната стъпка за предаване при режимите на комуникация без установяване на връзка.
Примери за сесии на различни комуникационни протоколи:
- HTTP сесия, позволява на уеб сървър да асоциира информация с конкретни потребители (например посетен уебсайт)
- Telnet сесия за свързване към отдалечен компютър.
- VoIP обаждане, базирано на Session Initiation Protocol (SIP).
- TCP сесия, други термини са TCP virtual circuit, TCP връзка (конекция) или установен TCP сокет.